# Mistrzostwa Europy w Lekkoatletyce 2006
XIX Mistrzostwa Europy w lekkoatletyce odbyły się w Göteborgu na stadionie Ullevi. 6 sierpnia odbyło się uroczyste rozpoczęcie imprezy w centrum miasta, zaś 7 sierpnia rozpoczęła się rywalizacja sportowa. Mistrzostwa trwały do 13 sierpnia. Mistrzostwom towarzyszył ich oficjalny hymn którym był utwór „Heroes" w wykonaniu grecko-szwedzkiej piosenkarki Heleny Paparizou, laureatki 50. edycji Konkursu Piosenki Eurowizji. Wspomniany utwór obecny był zarówno na scenie podczas ceremonii otwarcia (w wykonaniu Heleny Paparizou jak i podczas pokazu artystyczno-pirotechnicznego) jak i w telewizyjnej czołówce imprezy przygotowanej przez szwedzkiego nadawcę publicznego SVT. 

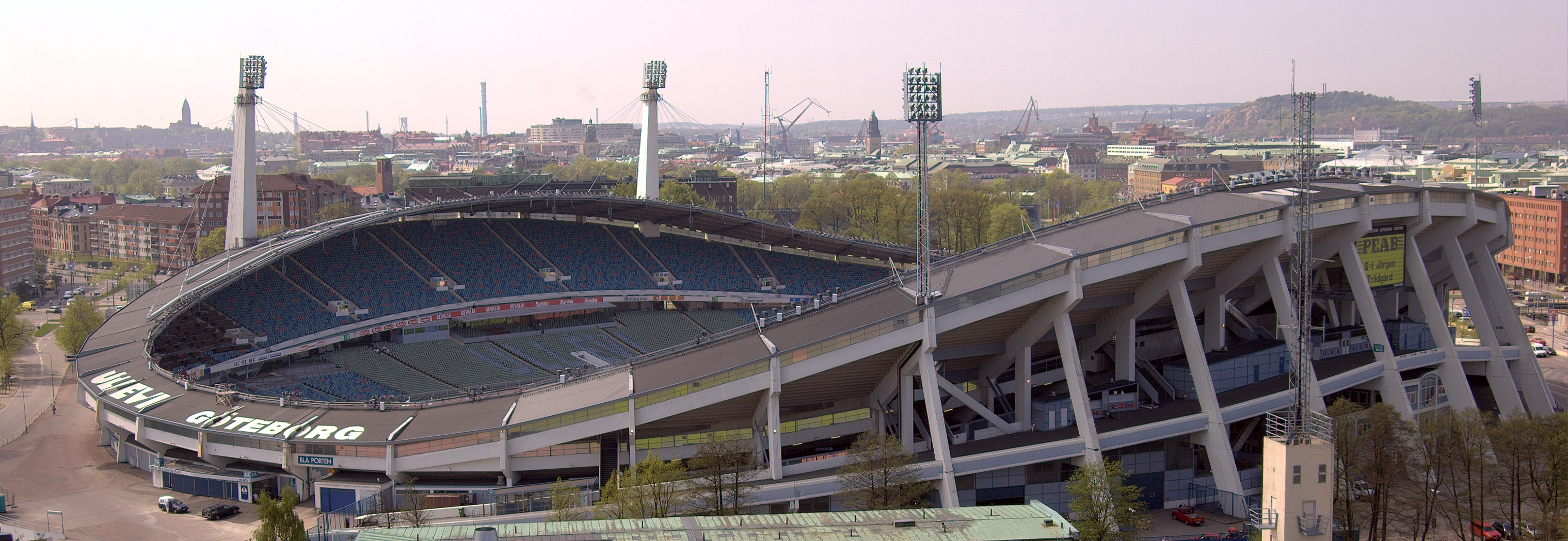
Stadion Ullevi w Göteborgu – arena mistrzostw

## Klasyfikacja medalowa
| Klasyfikacja medalowa |                 |    |    |    |       |
| Miejsce               | Państwo         | Z  | S  | B  | Razem |
| 1                     | Rosja           | 12 | 12 | 10 | 34    |
| 2                     | Niemcy          | 4  | 4  | 2  | 10    |
| 3                     | Białoruś        | 4  | 3  | 2  | 9     |
| 4                     | Francja         | 4  | 1  | 3  | 8     |
| 5                     | Hiszpania       | 3  | 3  | 5  | 11    |
| 6                     | Szwecja         | 3  | 1  | 2  | 6     |
| 7                     | Belgia          | 3  | 0  | 0  | 3     |
| 8                     | Portugalia      | 2  | 1  | 1  | 4     |
| 9                     | Włochy          | 2  | 0  | 1  | 3     |
| 10                    | Wielka Brytania | 1  | 5  | 5  | 11    |
| 11                    | Czechy          | 1  | 2  | 1  | 4     |
| 12                    | Finlandia       | 1  | 2  | 0  | 3     |
| 12                    | Grecja          | 1  | 2  | 0  | 3     |
| 14                    | Bułgaria        | 1  | 1  | 1  | 3     |
| 15                    | Holandia        | 1  | 1  | 0  | 2     |
| 15                    | Norwegia        | 1  | 1  | 0  | 2     |
| 17                    | Izrael          | 1  | 0  | 0  | 1     |
| 17                    | Litwa           | 1  | 0  | 0  | 1     |
| 17                    | Łotwa           | 1  | 0  | 0  | 1     |
| 20                    | Polska          | 0  | 3  | 4  | 7     |
| 21                    | Ukraina         | 0  | 1  | 2  | 3     |
| 22                    | Estonia         | 0  | 1  | 1  | 2     |
| 23                    | Irlandia        | 0  | 1  | 0  | 1     |
| 23                    | Luksemburg      | 0  | 1  | 0  | 1     |
| 23                    | Serbia          | 0  | 1  | 0  | 1     |
| 23                    | Szwajcaria      | 0  | 1  | 0  | 1     |
| 23                    | Węgry           | 0  | 1  | 0  | 1     |
| 28                    | Rumunia         | 0  | 0  | 2  | 2     |
| 29                    | Dania           | 0  | 0  | 1  | 1     |
| 29                    | Słowenia        | 0  | 0  | 1  | 1     |
| 29                    | Turcja          | 0  | 0  | 1  | 1     |

## mężczyźni

### konkurencje biegowe
| konkurencja           | złoto                                                                                     | złoto    | srebro                                                                            | srebro   | brąz                                                                               | brąz     |
| --------------------- | ----------------------------------------------------------------------------------------- | -------- | --------------------------------------------------------------------------------- | -------- | ---------------------------------------------------------------------------------- | -------- |
| 100 m                 | Francis Obikwelu · Portugalia                                                             | 9,99 CR  | Andriej Jepiszin · Rosja                                                          | 10,10    | Matic Osovnikar · Słowenia                                                         | 10,14    |
| 200 m                 | Francis Obikwelu · Portugalia                                                             | 20,01    | Johan Wissman · Szwecja                                                           | 20,38    | Marlon Devonish · Wielka Brytania                                                  | 20,54    |
| 400 m                 | Marc Raquil · Francja                                                                     | 45,02    | Władysław Frołow · Rosja                                                          | 45,09    | Leslie Djhone · Francja                                                            | 45,40    |
| 800 m                 | Bram Som · Holandia                                                                       | 1:46,56  | David Fiegen · Luksemburg                                                         | 1:46,59  | Sam Ellis · Wielka Brytania                                                        | 1:46,64  |
| 1500 m                | Mehdi Baala · Francja                                                                     | 3:39,02  | Iwan Heszko · Ukraina                                                             | 3:39,50  | Juan Carlos Higuero · Hiszpania                                                    | 3:39,62  |
| 5000 m                | Jesús España · Hiszpania                                                                  | 13:44,70 | Mohamed Farah · Wielka Brytania                                                   | 13:44,79 | Juan Carlos Higuero · Hiszpania                                                    | 13:46,48 |
| 10 000 m              | Jan Fitschen · Niemcy                                                                     | 28:10,94 | José Manuel Martínez · Hiszpania                                                  | 28:12,06 | Juan Carlos de la Ossa · Hiszpania                                                 | 28:13,73 |
| maraton               | Stefano Baldini · Włochy                                                                  | 2:11:32  | Viktor Röthlin · Szwajcaria                                                       | 2:11:50  | Julio Rey · Hiszpania                                                              | 2:12:37  |
| 110 m ppł             | Staņislavs Olijars · Łotwa                                                                | 13,24    | Thomas Blaschek · Niemcy                                                          | 13,46    | Andy Turner · Wielka Brytania                                                      | 13,52    |
| 400 m ppł             | Periklis Jakowakis · Grecja                                                               | 48,46    | Marek Plawgo · Polska                                                             | 48,71    | Rhys Williams · Wielka Brytania                                                    | 49,12    |
| 3000 m z przeszkodami | Jukka Keskisalo · Finlandia                                                               | 8:24,89  | José Luis Blanco · Hiszpania                                                      | 8:26,22  | Bouabdellah Tahri · Francja                                                        | 8:27,15  |
| sztafeta 4 × 100 m    | Wielka Brytania · Dwain Chambers · Darren Campbell · Marlon Devonish · Mark Lewis-Francis | 38,91    | Polska · Przemysław Rogowski · Łukasz Chyła · Marcin Jędrusiński · Dariusz Kuć    | 39,05    | Francja · Oudere Kankarafou · Ronald Pognon · Fabrice Calligny · David Alerte      | 39,07    |
| sztafeta 4 × 400 m    | Francja · Leslie Djhone · Idrissa M’Barke · Naman Keita · Marc Raquil                     | 3:01,10  | Wielka Brytania · Robert Tobin · Rhys Williams · Graham Hedman · Timothy Benjamin | 3:01,63  | Polska · Daniel Dąbrowski · Piotr Kędzia · Piotr Rysiukiewicz · Rafał Wieruszewski | 3:01,73  |
| chód 20 km            | Francisco Javier Fernández · Hiszpania                                                    | 1:19:09  | Walerij Borczin · Rosja                                                           | 1:20:00  | João Vieira · Portugalia                                                           | 1:20:09  |
| chód 50 km            | Yohann Diniz · Francja                                                                    | 3:42:39  | Jesús Ángel García · Hiszpania                                                    | 3:42:48  | Jurij Andronow · Rosja                                                             | 3:43:26  |

### konkurencje techniczne
| konkurencja    | złoto                          | złoto | srebro                                          | srebro | brąz                            | brąz  |
| -------------- | ------------------------------ | ----- | ----------------------------------------------- | ------ | ------------------------------- | ----- |
| skok wzwyż     | Andriej Silnow · Rosja         | 2,36  | Tomáš Janků · Czechy                            | 2,34   | Stefan Holm · Szwecja           | 2,34  |
| skok o tyczce  | Aleksandr Awerbuch · Izrael    | 5,70  | Tim Lobinger · Niemcy · Romain Mesnil · Francja | 5,65   |                                 |       |
| skok w dal     | Andrew Howe · Włochy           | 8,20  | Greg Rutherford · Wielka Brytania               | 8,13   | Ołeksij Łukaszewycz · Ukraina   | 8,12  |
| trójskok       | Christian Olsson · Szwecja     | 17,67 | Nathan Douglas · Wielka Brytania                | 17,21  | Marian Oprea · Rumunia          | 17,18 |
| pchnięcie kulą | Ralf Bartels · Niemcy          | 21,13 | Joachim Olsen · Dania                           | 21,09  | Rutger Smith · Holandia         | 20,90 |
| rzut dyskiem   | Virgilijus Alekna · Litwa      | 68,67 | Gerd Kanter · Estonia                           | 68,03  | Aleksander Tammert · Estonia    | 66,14 |
| rzut młotem    | Iwan Cichan · Białoruś         | 81,11 | Olli-Pekka Karjalainen · Finlandia              | 80,84  | Wadzim Dziewiatouski · Białoruś | 80,76 |
| rzut oszczepem | Andreas Thorkildsen · Norwegia | 88,78 | Tero Pitkämäki · Finlandia                      | 86,44  | Jan Železný · Czechy            | 85,92 |
| dziesięciobój  | Roman Šebrle · Czechy          | 8526  | Attila Zsivoczky · Węgry                        | 8356   | Aleksiej Drozdow · Rosja        | 8350  |

## kobiety

### konkurencje biegowe
| konkurencja           | złoto                                                                                  | złoto      | srebro                                                                        | srebro   | brąz                                                                                          | brąz     |
| --------------------- | -------------------------------------------------------------------------------------- | ---------- | ----------------------------------------------------------------------------- | -------- | --------------------------------------------------------------------------------------------- | -------- |
| 100 m                 | Kim Gevaert · Belgia                                                                   | 11,06      | Jekatierina Grigorjewa · Rosja                                                | 11,22    | Irina Chabarowa · Rosja                                                                       | 11,22    |
| 200 m                 | Kim Gevaert · Belgia                                                                   | 22,68      | Julija Guszczina · Rosja                                                      | 22,93    | Natalja Rusakowa · Rosja                                                                      | 23,09    |
| 400 m                 | Wanja Stambołowa · Bułgaria                                                            | 49,85      | Tatjana Wieszkurowa · Rosja                                                   | 50,15    | Olga Zajcewa · Rosja                                                                          | 50,28    |
| 800 m                 | Olga Kotlarowa · Rosja                                                                 | 1:57,38    | Swietłana Kluka · Rosja                                                       | 1:57,48  | Rebecca Lyne · Wielka Brytania                                                                | 1:58,45  |
| 1500 m                | Tatjana Tomaszowa · Rosja                                                              | 3:56,91CR  | Julija Cziżenko · Rosja                                                       | 3:57,61  | Danieła Jordanowa · Bułgaria                                                                  | 3:59,37  |
| 5000 m                | Marta Domínguez · Hiszpania                                                            | 14:56,18CR | Lilija Szobuchowa · Rosja                                                     | 14:56,57 | Elvan Abeylegesse · Turcja                                                                    | 14:59,29 |
| 10 000 m              | Inga Abitowa · Rosja                                                                   | 30:31,42   | Susanne Wigene · Norwegia                                                     | 30:32,36 | Lidia Grigorjewa · Rosja                                                                      | 30:32,72 |
| maraton               | Ulrike Maisch · Niemcy                                                                 | 2:30:01    | Olivera Jevtić · Serbia                                                       | 2:30:27  | Irina Piermitina · Rosja                                                                      | 2:30.53  |
| 100 m ppł             | Susanna Kallur · Szwecja                                                               | 12,59      | Derval O’Rourke · Irlandia · Kirsten Bolm · Niemcy                            | 12,72    |                                                                                               |          |
| 400 m ppł             | Jewgienija Isakowa · Rosja                                                             | 53,93      | Fani Chalkia · Grecja                                                         | 54,02    | Tetiana Tereszczuk-Antipowa · Ukraina                                                         | 54,55    |
| 3000 m z przeszkodami | Alesia Turawa · Białoruś                                                               | 9:26,05CR  | Tatjana Pietrowa · Rosja                                                      | 9:28,05  | Wioletta Janowska · Polska                                                                    | 9:31,62  |
| sztafeta 4 × 100 m    | Rosja · Julija Guszczina · Natalja Rusakowa · Irina Chabarowa · Jekatierina Grigorjewa | 42,71      | Wielka Brytania · Anyika Onuora · Emma Ania · Emily Freeman · Joice Maduaka   | 43,51    | Białoruś · Julija Nieściarenka · Natalia Safronnikowa · Alena Nieumiarżycka · Aksana Drahun · | 43,61    |
| sztafeta 4 × 400 m    | Rosja · Swietłana Pospiełowa · Natalja Iwanowa · Olga Zajcewa · Tatjana Wieszkurowa    | 3:25,12    | Białoruś · Juliana Żalniaruk · Swietłana Usowicz · Anna Kozak · Iłona Usowicz | 3:27,69  | Polska · Monika Bejnar · Grażyna Prokopek · Ewelina Sętowska · Anna Jesień                    | 3:27,77  |
| chód 20 km            | Ryta Turawa · Białoruś                                                                 | 1:27,08    | Olga Kaniskina · Rosja                                                        | 1:28,35  | Elisa Rigaudo · Włochy                                                                        | 1,28,37  |

### konkurencje techniczne
| konkurencja    | złoto                         | złoto   | srebro                        | srebro | brąz                        | brąz  |
| -------------- | ----------------------------- | ------- | ----------------------------- | ------ | --------------------------- | ----- |
| skok wzwyż     | Tia Hellebaut · Belgia        | 2,03CR  | Wenelina Wenewa · Bułgaria    | 2,03   | Kajsa Bergqvist · Szwecja   | 2,01  |
| skok o tyczce  | Jelena Isinbajewa · Rosja     | 4,80    | Monika Pyrek · Polska         | 4,65   | Tatjana Połnowa · Rosja     | 4,65  |
| skok w dal     | Ludmiła Kołczanowa · Rosja    | 6,93    | Naide Gomes · Portugalia      | 6,84   | Oksana Udmurtowa · Rosja    | 6,69  |
| trójskok       | Tatjana Lebiediewa · Rosja    | 15,15CR | Chrisopiji Dewedzi · Grecja   | 15,05  | Anna Piatych · Rosja        | 15,02 |
| pchnięcie kulą | Natalia Choronieko · Białoruś | 19,43   | Nadzieja Astapczuk · Białoruś | 19,42  | Petra Lammert · Niemcy      | 19,17 |
| rzut dyskiem   | Darja Piszczalnikowa · Rosja  | 65,55   | Franka Dietzsch · Niemcy      | 64,35  | Nicoleta Grasu · Rumunia    | 63,58 |
| rzut młotem    | Tatjana Łysienko · Rosja      | 76,67CR | Gulfija Chanafiejewa · Rosja  | 74,50  | Kamila Skolimowska · Polska | 72,58 |
| rzut oszczepem | Steffi Nerius · Niemcy        | 65,82   | Barbora Špotáková · Czechy    | 65,64  | Mercedes Chilla · Hiszpania | 61,98 |
| siedmiobój     | Carolina Klüft · Szwecja      | 6740CR  | Karin Ruckstuhl · Holandia    | 6423   | Lilli Schwarzkopf · Niemcy  | 6420  |

## Objaśnienia skrótów
WR – rekord świata
ER – rekord Europy
CR – rekord mistrzostw Europy